# Helene Chatzkels
Helene Chatzkels (jiddisch העלענע כאצקעלס; englisch Helene Khatskels; geboren 13. Augustjul. / 25. August 1882greg. in Kowno, Gouvernement Kowno, Russisches Kaiserreich; gestorben 26. Januar 1973 in Kaunas, Litauische SSR) war eine jüdische Pädagogin und Autorin in Kaunas.

## Leben und Wirken
Helene Chatzkels wuchs im jüdischen Teil von Kowno auf, ihr Vater war dort Bäcker. Sie besuchte ein Mädchen-Lyzeum und studierte anschließend Geschichte an den Bestuschew-Kursen in St. Petersburg, der ersten höheren Ausbildungsstätte für Frauen in Russland.
1904 kehrte sie nach Kowno zurück und gründete das Regionalkomitee des sozialistischen jüdischen Arbeiterbundes. Sie wurde deswegen zeitweise verhaftet.
Nach der niedergeschlagenen Revolution 1905 arbeitete Helene Chatzkels als Lehrerin an jüdischen Schulen in Kowno. Sie bemühte sich um den Aufbau von weltlichen Schulen, in denen Jiddisch die hauptsächliche Unterrichtssprache sein sollte.
1915 studierte sie Geschichte an der St. Petersburger Universität. Seit 1916 lehrte sie wieder an jiddischen Schulen in Kowno, was unter der deutsch-österreichischen Besetzung einfacher war, da diese die russische Sprache im Alltag zurückdrängen wollten.
1918 zog Helene Chatzkels nach Moskau, um das neue sowjetische Schulsystem kennenzulernen.
1920 kehrte sie nach Kaunas zurück, das nun zum unabhängigen Litauen gehörte. Dort leitete sie wieder eine jiddische Schule und war Mitglied in der Kultur-Lige.
Seit 1921 verschlechterten sich die Bedingungen. 1924 wurden die jiddischen Schulen geschlossen und Helene Chatzkels verhaftet. Danach arbeitete sie an offiziellen Schulen in der Stadt.
1929 besuchte Helene Chatzkels das zionistische Kinder- und Jugenddorf Ben Shemen in Palästina, in dem auch ehemalige Waisenkinder aus Kaunas lebten. Danach reiste sie wahrscheinlich in die USA und kehrte über England und Finnland nach Litauen zurück.
1940 zog Helene Chatzkels nach der sowjetischen Okkupation Litauens nach Moskau. Die nächsten Jahre verbrachte sie in Zentralasien.
Seit 1945 lebte Helene Chatzkels wieder in Kaunas. Sie leitete dort einen Kindergarten und war als Lehrerin tätig. 1947 erhielt sie den Leninorden und wurde 1948 als Verdiente Lehrerin der Litauischen SSR geehrt.
1950 wurde ihre jiddische Schule als letzte in der Sowjetunion geschlossen.
Danach arbeitete sie an litauischen Schulen.
Helene Chatzkels verfasste Lehrbücher, Reiseberichte und Übersetzungen von populären englischen Kinderbüchern in jiddischer Sprache, später einige Werke in litauischer Sprache. Sie schrieb auch Artikel für Kinderzeitschriften.